# Antônio Fernandes Quintino
Antônio Fernandes Quintino (Florianópolis, 27 oktober 1952) is een voormalig Braziliaans voetballer, ook bekend onder spelersnaam Toninho Quintino. 

## Biografie
Toninho begon zijn carrière bij Avaí in zijn thuisstad en won er twee keer het Campeonato Catarinense mee. In 1976 maakte hij de overstap naar Palmeiras waarmee hij aan de zijde van Jorge Mendonça furore maakte en het Campeonato Paulista won. Na nog een verblijf bij Cruzeiro en Corinthians trok hij naar het Chileense Universidad Católica. Na zijn terugkeer naar Brazilië speelde hij nog voor verscheidene clubs. 